# 1975 у кіно

## Події
Найкасовішими фільмами в американському прокаті стали Щелепи, The Rocky Horror Picture Show та Політ над гніздом зозулі.

## Фільми

### Зарубіжні фільми
- Горянка / (реж. Ірина Поплавська)
- Коли тремтить земля / (реж. Олександр Косарєв)
- Кулачне право свободи / (реж. Райнер Вернер Фасбіндер)
- Помста і закон / शोले (Sholay), (реж. Рамеш Сіппі)
- Пролітаючи над гніздом зозулі / One Flew Over the Cuckoo's Nest, (реж. Мілош Форман)
- Сало, або 120 днів Содому / Salò: le 120 giornate di Sodoma, (реж. П'єр Паоло Пазоліні)
- Собачий полудень / Dog Day Afternoon, (реж. Сідні Люмет)
- Щелепи / Jaws, (реж. Стівен Спілберг)

### УРСР
- Капітан Немо / Капитан Нэмо (реж. Василь Левін)

## Персоналії

### Народилися

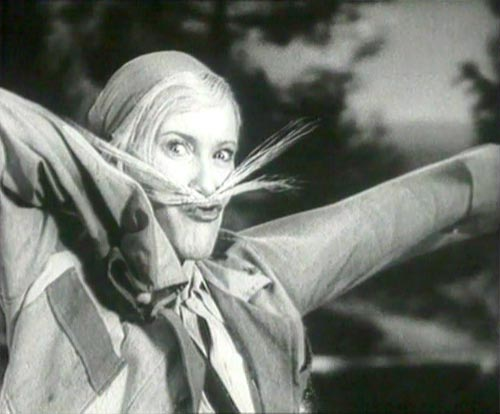
Любов Орлова

- 14 лютого — Малік Зіді, французький актор.
- 22 березня — Гільєрмо Діас, американський актор.
- 29 березня — Яннік Реньє, бельгійський актор.
- 31 березня — Альберт Серра, іспанський каталонський незалежний кінорежисер, сценарист і продюсер.
- 1 травня — Келін Петер Нецер, румунський кінорежисер і сценарист.
- 18 червня — Марі Жиллен, бельгійська акторка.
- 25 червня — Лінда Карделліні, американська акторка.
- 17 липня — Сесіль де Франс, французька і бельгійська акторка.
- 30 вересня — Маріон Котіяр, французька акторка театру, кіно і телебачення, за роль у фільмі «Тривалі заручини» була удостоєна премії «Сезар» в номінації «Найкраща акторка другого плану».
- 5 жовтня — Кейт Вінслет, англійська акторка.
- 17 грудня — Мілла Йовович, американська акторка, музикантка і модель сербського й російського походження, уродженка Києва

### Померли
- 9 січня — П'єр Френе, французький театральний і кіноактор.
- 13 січня — Кирилов Михайло Миколайович, радянський російський кінооператор.
- 26 січня — Любов Орлова, лауреатка двох Сталінських премій (1941, 1950), народна артистка СРСР (1950).
- 27 січня — Папава Михайло Григорович, радянський кінодраматург.
- 5 лютого — Лоуренс Вайнгартен, американський кінопродюсер.
- 4 березня — Шарль Спаак, французький кіносценарист.
- 6 березня — Юхим Копелян, радянський актор театру і кіно, народний артист СРСР.
- 8 березня — Джордж Стівенс, видатний американський кінорежисер, продюсер, сценарист та оператор.
- 14 березня — Сьюзен Гейворд, американська акторка.
- 10 квітня — Марджорі Мейн, американська акторка.
- 14 квітня — Фредрік Марч, американський актор театру та кіно.
- 30 травня — Мішель Симон, швейцарський і французький актор театру і кіно (нар. 1895).
- 4 червня — Евелін Брент, американська акторка.
- 2 липня — Ємельянов Володимир Миколайович, радянський російський актор театру і кіно.
- 5 липня — Гладков Федір Дмитрович, радянський театральний і кіноактор.
- 17 липня — Борис Бабочкін, радянський актор театру і кіно, режисер, народний артист СРСР.
- 17 серпня — Ельза Вагнер, німецька акторка (нар. 1881).
- 9 вересня — Мінта Дарфі, американська акторка німого кіно.
- 12 жовтня — Маєвська Мечислава Здиславівна, українська кінорежисерка.
- 31 жовтня — Джозеф Каллея, мальтійський співак і актор.
- 2 листопада  — П'єр Паоло Пазоліні, італійський письменник, режисер, сценарист.
- 21 листопада — Арман Тірар, французький кінооператор.
- 24 грудня:
  - Бернард Геррман, американський кінокомпозитор.
  - Трахтенберг Натан Соломонович, радянський український звукооператор.